# Chiesa di San Nicola (Vilnius)
La chiesa di San Nicola (in lituano Šv. Mikalojaus bažnyčia) è la più antica chiesa sopravvissuta in Lituania, costruita nel centro storico della capitale Vilnius.

## Storia
Originariamente costruita nel XIV secolo, la chiesa è menzionata per la prima volta in fonte scritte nel 1387.
Nel 1901-1939, la chiesa di San Nicola fu l'unica in tutta Vilnius in cui si celebrò una messa in lingua lituana: in quel frangente, costitutiva un centro della cultura lituana soprattutto grazie al suo famoso decano, Kristupas Čibiras, che fu ucciso nel 1942 nel corso di un bombardamento a seconda guerra mondiale in corso. Nel periodo interbellico, si erano invero tenuti sermoni anche in lingua bielorussa da famosi sacerdoti tra cui Adam Stankievič, Vincent Hadleŭski, Józef Hermanowicz, Kazimir Svajak.
Dopo la seconda guerra mondiale, la cattedrale di Vilnius fu chiusa e la curia dell'Arcidiocesi di Vilnius fu trasferita nell'edificio della parrocchia di San Nicola: a quel punto, la chiesa di San Nicola svolse di fatto le funzioni di cattedrale.
In epoca sovietica, una statua del patrono di Vilnius, San Cristoforo, fu eretta nel frutteto della chiesa per opera di Antanas Kmieliauskas nel 1959; si trattò di un palese atto di resistenza, poiché a quel tempo risultava vietato esporre lo stemma della città con la figura di San Cristoforo.

## Architettura
Gli archeologi ritengono che la struttura sia sopravvissuta in parte esattamente come era alla costruzione fino ai giorni nostri. All'esterno la chiesa rappresenta lo stile gotico in mattoni, mentre il suo interno è stato più volte ristrutturato; il campanile della chiesa fu costruito nel XVII secolo secondo i canoni dell'architettura barocca. La sua facciata è fiancheggiata da due robusti contrafforti con cime tagliate e il frontone triangolare, che presenta delle nicchie, è stato dI recente sottoposto a restauro per far risaltare l'originario carattere gotico. All'interno, quattro eleganti pilastri ottaedrici sorreggono volte a vela e a stella: l'altare maggiore custodisce un dipinto di San Nicola con montatura in argento del XVI secolo. La chiesa è adornata da due sculture, una policroma di San Luigi del periodo gotico e il busto in bronzo dedicato a Vitoldo eretto nel 1930 perm mano di Rapolas Jakimavičius.

## Galleria d'immagini

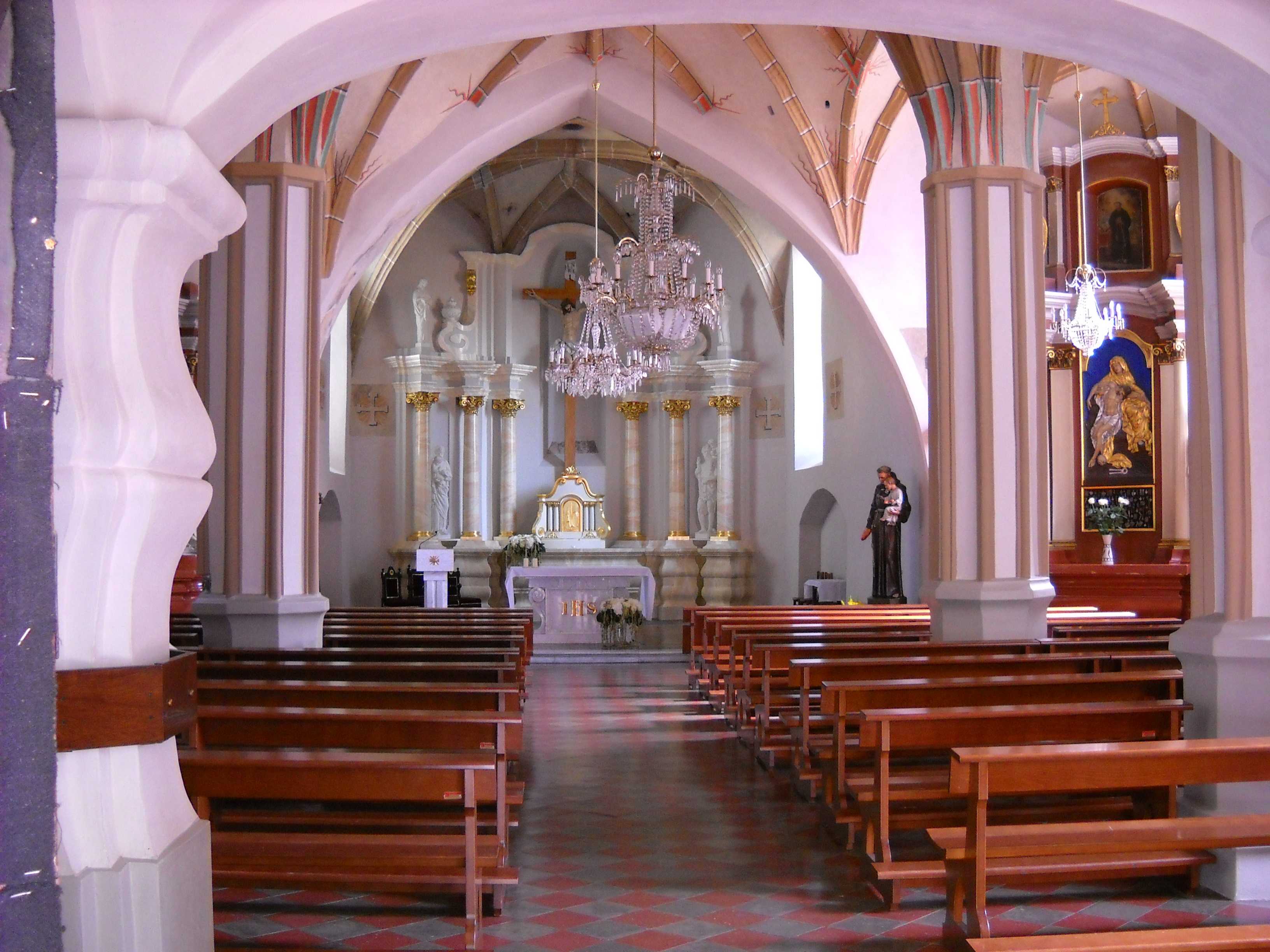
Altare maggiore
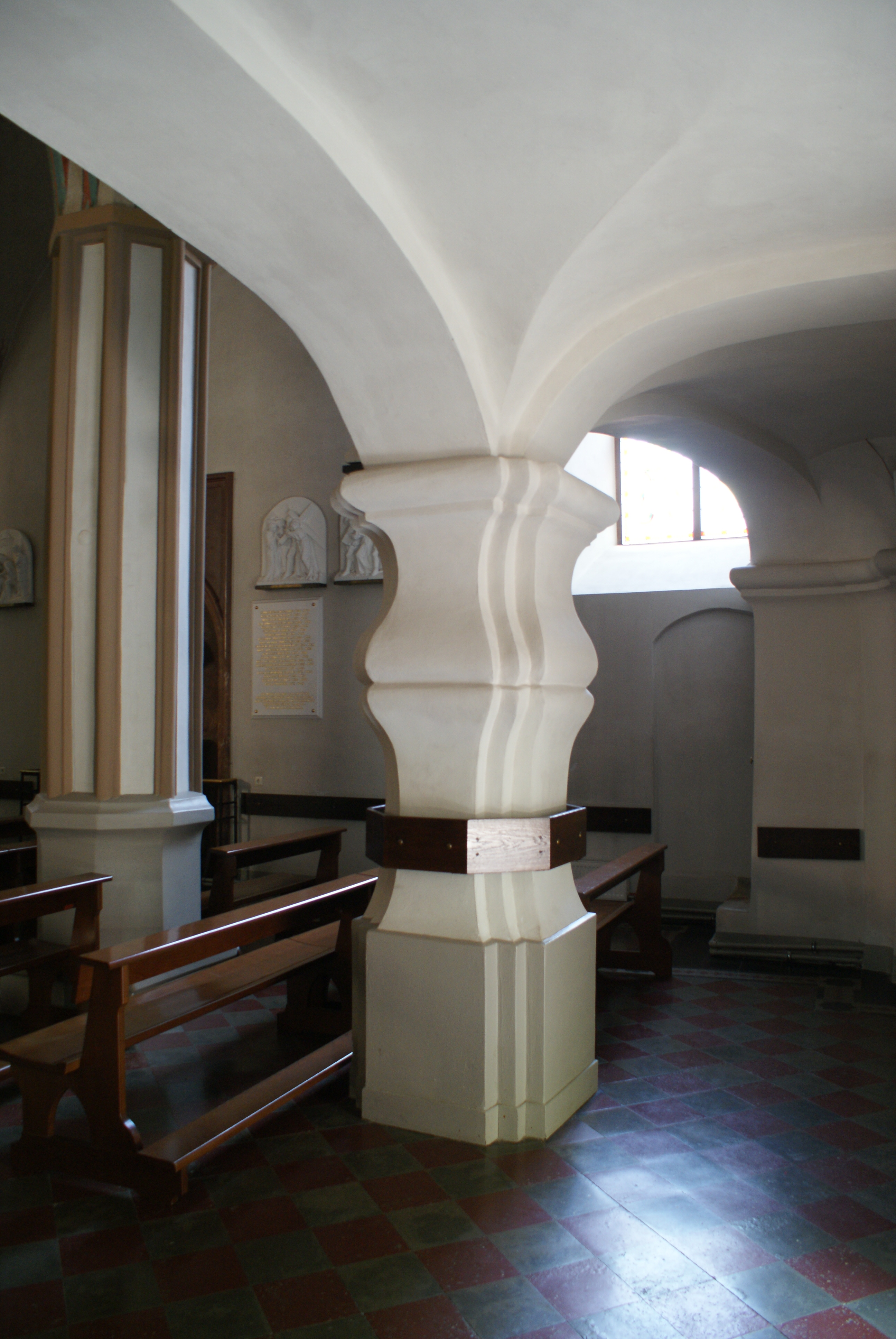
Sezione interna
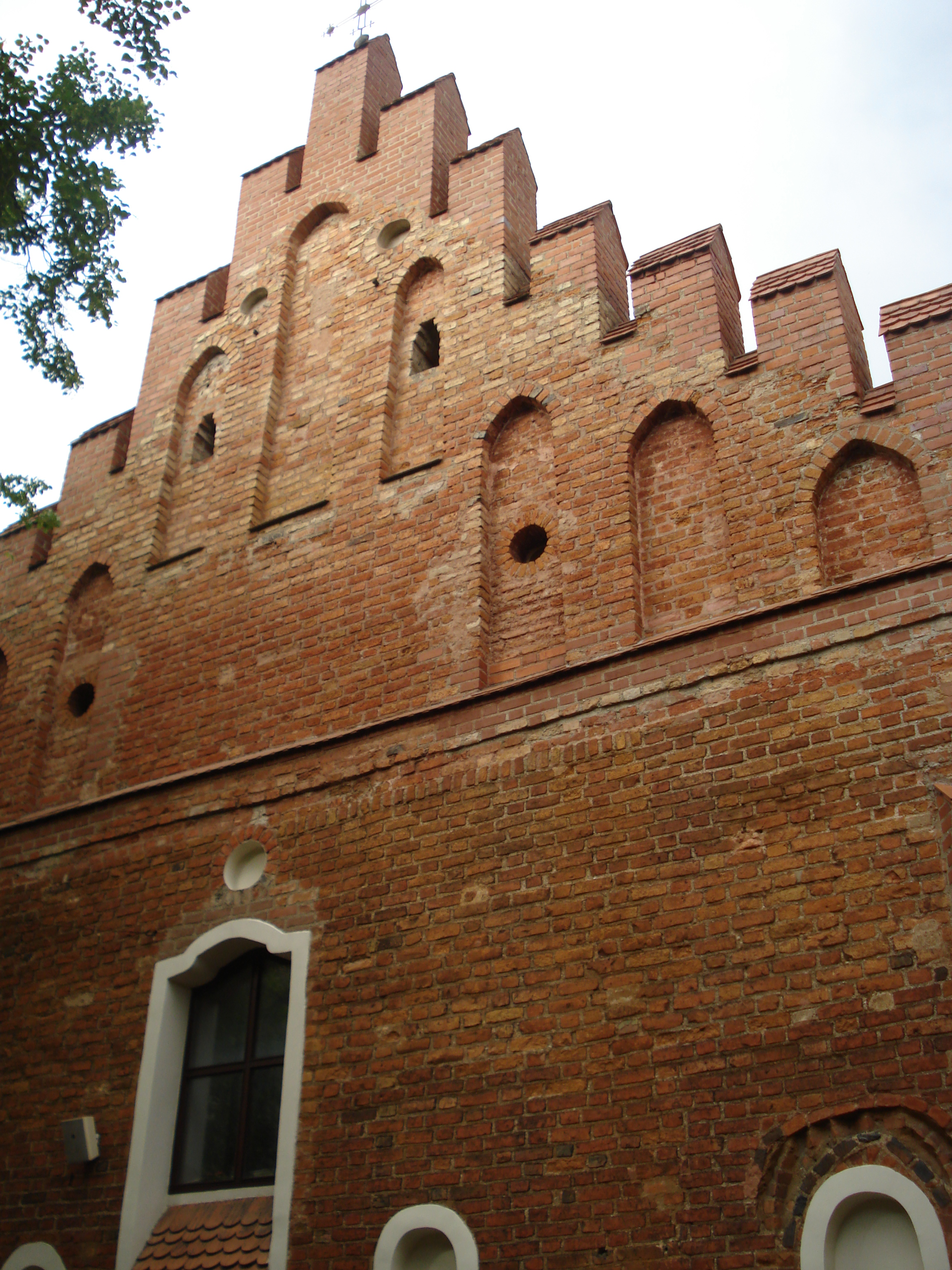
Esterno
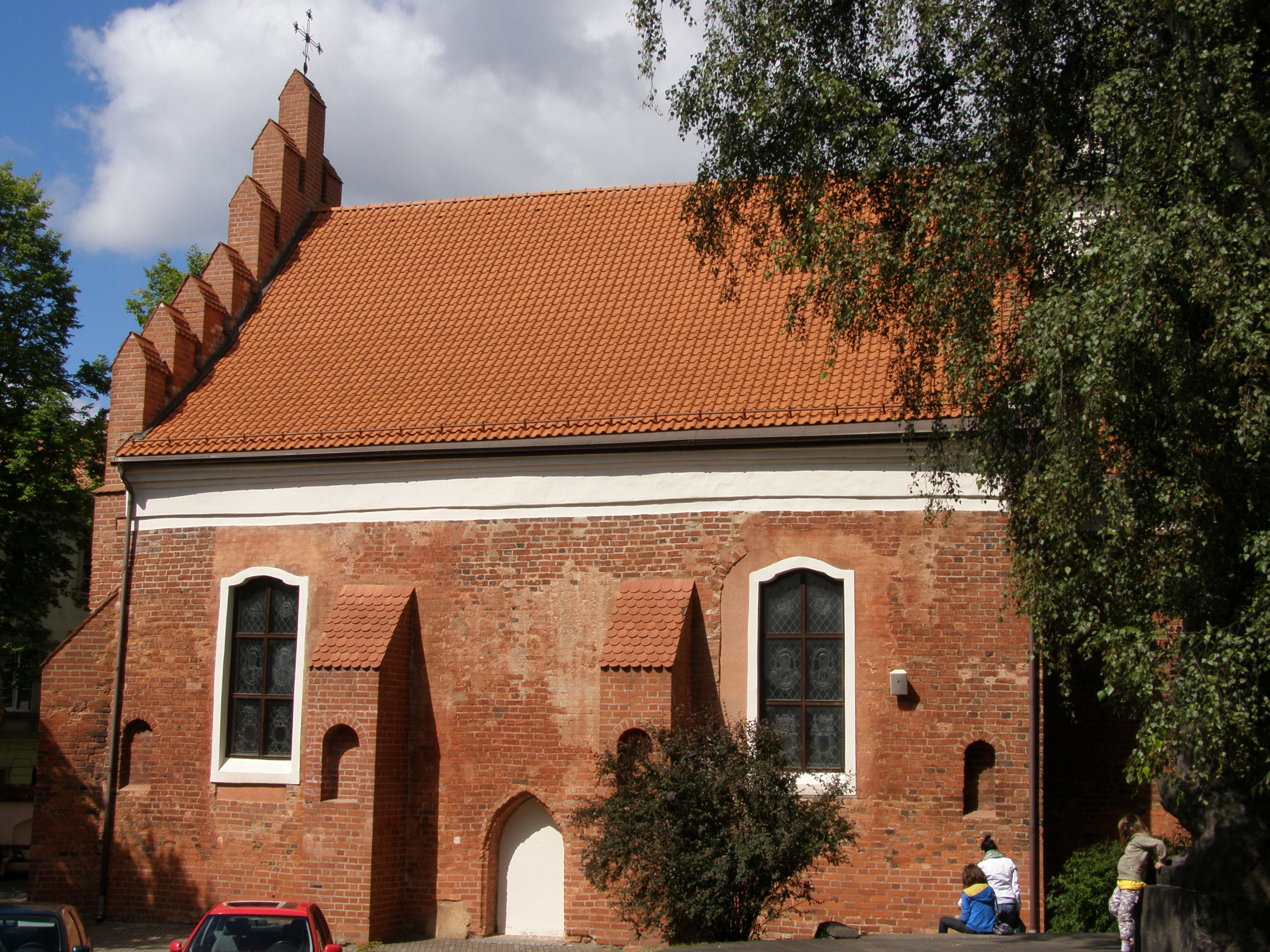
Veduta laterale dell'esterno